# 进通
進通（623年）是唐朝初期領袖王摩沙的年号。

## 纪年
| 進通 | 元年  |
| 公元 | 623年 |
| 干支 | 癸未  |

## 參看
- 中国年号索引
- 同期存在的其他政权年号
  - 永隆（618年—628年四月）：隋朝末期唐朝初期領袖，梁政權梁師都年号
  - 始兴（618年十二月—624年二月）：隋朝末期唐朝初期領袖，燕政權高开道年号
  - 天造（622年正月—623年正月）：唐朝初期領袖，刘黑闼年号
  - 天明（623年八月—624年三月）：唐朝初期領袖，輔公祏年号
  - 武德（618年五月—626年十二月）：唐朝政权唐高祖李淵年号
  - 重光（620年—623年）：高昌君主麴伯雅政权年号
  - 建福（584年—634年）：新羅真平王之年號